# جائزة فرنسا الكبرى 1987
جائزة فرنسا الكبرى 1987 هو سباق فورمولا 1 أقيم بتاريخ 5 يوليو 1987 في فرنسا. كان السادس من أصل 16 في بطولة العالم لسباقات الفورمولا واحد موسم 1987. حلّ البريطاني نايجل مانسيل أولا بينما جاء البرازيلي نيلسون بيكيه في المركز الثاني وحصل على المركز الثالث الفرنسي ألن بروست.